# Мадмас (приток Вежаю)
Мадмас — река в России, течёт по территории Удорского района Республики Коми. Левый приток реки Вежаю.
Длина реки составляет 38 км.
Течёт по лесной болотистой местности. Впадает в Вежаю в нижнем течении на высоте 88 м над уровнем моря.

## Данные водного реестра
По данным государственного водного реестра России относится к Двинско-Печорскому бассейновому округу, водохозяйственный участок реки — Мезень от истока до водомерного поста у деревни Малонисогорская. Речной бассейн реки — Мезень.
Код объекта в государственном водном реестре — 03030000112103000047245.